# Fast skum

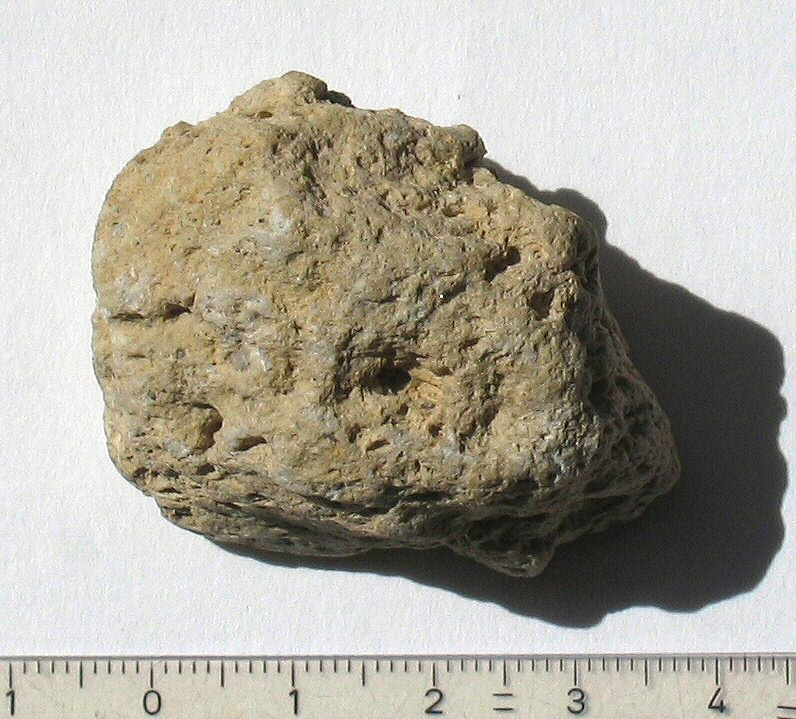
Pimpsten.

Fast skum består av gasbubblor dispergerade i ett fast medium, och kan betraktas som en kolloid. Exempel på fasta skum är pimpsten, som är naturligt förekommande, och skumplast eller skumgummi, som är konstgjorda material.
Fasta skum kan ha två huvudsakliga strukturer baserad på porstrukturen, antingen en öppen cellstruktur där de olika gasbubblorna har kontakt med varandra, eller en sluten cellstruktur där varje bubbla är åtskild.
Ett specialfall är så kallat syntaktiskt skum, som består av ihåliga sfärer i ett fast medium.
| Kolloider        | Kolloider | Mediets fas | Mediets fas      | Mediets fas    |
| Kolloider        | Kolloider | fast        | vätska           | gas            |
| Partiklarnas fas | fast      | fast sol    | suspension (sol) | aerosol: rök   |
| Partiklarnas fas | vätska    | gel         | emulsion         | aerosol: dimma |
| Partiklarnas fas | gas       | fast skum   | skum             | (finns inte)   |